# Fereungulata
Predefinição:ClasseFereungulata é um clado de mamíferos Boroeutheria e Laurasitheria. É recuperado, por vezes, como grupo irmão de Chiroptera. É composto por dois grupos: Ferae (Carnivora e Pholidota) e Eungulata (Arctiodactyla e Perissodactyla), sendo a junção dos dois nomes.
1. ↑  Simpson, George Gaylord, 1902- (1945). «The principles of classification and a classification of mammals. Bulletin of the AMNH ; v. 85» (em inglês). Consultado em 13 de março de 2025